# Esteban Martín Jiménez
Esteban Martín Jiménez (* 1. Januar 1937 in Madrid; † 25. August 1995 in Ávila) war ein spanischer Radrennfahrer und nationaler Meister im Radsport.

## Sportliche Laufbahn
Jiménez war im Straßenradsport aktiv. 1961 wurde er Berufsfahrer. Er blieb bis 1968 als Radprofi aktiv. 1962 siegte Jiménez in der Vuelta a Guatemala. Die spanische Bergmeisterschaft gewann er 1963 vor Julio Jiménez. 1966 gewann er das Etappenrennen Vuelta a Ávila vor José María Errandonea mit einem Etappensieg. Im Grand Prix Midi Libre gelang Jiménez 1964 ein Tageserfolg. 1965 gewann er eine Etappe in der Vuelta a España. 1966 wurde er Zweiter im Eintagesrennen Trofeo Masferrer hinter Manuel Martín Piñera. Dritte Plätze holte er im Rennen Subida a Arrate 1962, in der Volta a la Comunitat Valenciana 1963, im Critérium du Dauphiné 1964. 
Die Tour de France fuhr Jiménez viermal. 1963 wurde er 32. 1964 11., 1965 65. und 1966 22. im Endklassement. In der Vuelta a España war Jiménez sechsmal am Start. 1961 wurde er 46., 1962 43., 1963 24. und 1965 26. 1966 und 1968 war er ausgeschieden.